# اوپیتسوت
اوپیتسوت (به بلغاری: Opitsvet) یک منطقهٔ مسکونی در بلغارستان است که در استان صوفیه واقع شده‌است. اوپیتسوت  ۳۶۸ نفر جمعیت دارد و ۵۷۶ متر بالاتر از سطح دریا واقع شده‌است.